# Eloy Casados
Eloy Phil Casados (Long Beach, 28 settembre 1949 – Pasadena, 19 aprile 2016) è stato un attore statunitense.

## Biografia
Eloy Casados nacque il 28 settembre 1949 a Long Beach in California; è morto il 18 aprile 2016 a Pasadena.

### Carriera
Ha cominciato la sua carriera negli anni 70 recitando spesso in ruoli di supporto di diverso tipo e in diversi film tra i quali si possono ricordare Noi due (1970), Via di qui uomo bianco (1983), Sotto tiro (1983) , La finestra sul delitto (1984), Su e giù per Beverly Hills (1986), Tempi migliori (1986), Scandalo Blaze (1989), Harley Davidson & Marlboro Man (1991), The Linguini Incident (1991), Chi non salta bianco è (1992), Bad Company (1995), Incontriamoci a Las Vegas (2002), Indagini sporche (2002), Hollywood Homicide (2003), Dragon Wars (2007), Frost/Nixon - Il duello (2008), Le amiche della sposa (2011), e McFarland, USA (2015); l'attore nativo americano ha anche lavorato per la televisione in molte serie tv e film per la televisione.

## Filmografia parziale

### Cinema
- Noi due (1970)
- Via di qui uomo bianco (1983)
- Sotto tiro (1983)
- La finestra sul delitto (1984)
- Su e giù per Beverly Hills (1986)
- Tempi migliori (1986)
- Scandalo Blaze (1989)
- Harley Davidson & Marlboro Man (1991)
- The Linguini Incident (1991)
- Chi non salta bianco è (1992)
- Bad Company (1995)
- Incontriamoci a Las Vegas (2002)
- Indagini sporche (2002)
- Hollywood Homicide (2003)
- Dragon Wars (2007)
- Frost/Nixon - Il duello (2008)
- Le amiche della sposa (2011)
- McFarland, USA (2015)